# Metamya bricenoi
Metamya bricenoi là một loài bướm đêm thuộc phân họ Arctiinae, họ Erebidae.